# Seeschlacht von Diu

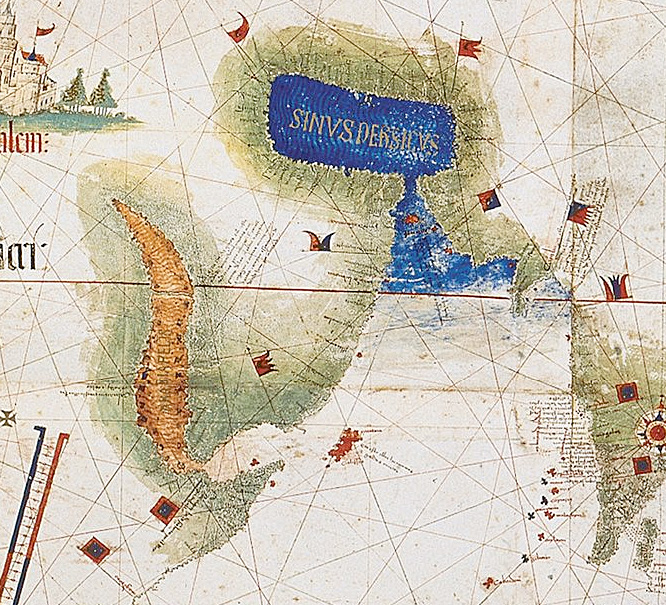
Detail der berühmten Cantino-Planisphäre, eine portugiesische Weltkarte aus dem Jahr 1502: Der Persische Golf, die Straße von Hormus, die Insel Sokotra (rot eingefärbt), das Rote Meer

In der Seeschlacht von Diu besiegte am 3. Februar 1509 eine Flotte aus Portugal eine vereinigte ägyptisch-arabisch-indische Flotte und errang für ungefähr 100 Jahre die Seeherrschaft im Indischen Ozean.

## Vorgeschichte
Als die Portugiesen den Seeweg nach Indien entdeckt hatten, errichteten sie im Indischen Ozean Stützpunkte wie Mombasa, Maskat, Hormus und andere. Der neue Handelsweg umging die alte Gewürzroute, die von Venedig und den Arabern kontrolliert wurde. Auch der mamelukische Sultan von Ägypten, al-Ghuri, und der Sultan von Gujarat, Mahmud Begada, fürchteten um ihre Gewinne aus dem Zwischenhandel.
Al-Ghuri baute mit Hilfe südarabischer Herrscher im Roten Meer eine Flotte auf und wurde dabei auch von Venedig und Ragusa (Dubrovnik) unterstützt, die ebenfalls um ihr Geschäft fürchteten. Al-Ghuri verbündete sich mit dem Sultan von Gujarat und dieser seinerseits mit dem Zamorin Raja von Calicut. Ebenso war der Osmanensultan Bayezid II. militärisch beteiligt.
Die Flotte bestand teilweise aus europäischen Schiffstypen und war mit schwerer Artillerie ausgerüstet.
Im Jahr 1505 kam aus Portugal der erste portugiesische Gouverneur und Vizekönig, Francisco de Almeida, mit 21 Schiffen in den Indischen Ozean.
Die neue mamelukische Flotte fuhr 1507 unter dem Kommando von Amir Husain Al-Kurdi von Ägypten über Dschidda und erreichte 1508 weitgehend unbemerkt den Hafen von Diu. Das Blockadegeschwader der Portugiesen unter Afonso de Albuquerque, welches das Rote Meer abriegeln sollte, war gerade damit beschäftigt Hormus zu erobern und verpasste die ägyptische Flotte. Mit Unterstützung der Flotte aus Gujarat gelang der vereinigten muslimischen Flotte ein Sieg über eine portugiesische Flotte in der Seeschlacht von Chaul. Dabei profitierte sie vor allem vom Überraschungsmoment. Die Portugiesen hatten zwar Gerüchte über eine eintreffende große Flotte aus Ägypten gehört, dies aber für unglaubwürdig bzw. aufgebauscht gehalten und nicht ernst genommen. Als die Ägypter schließlich den Angriff auf den Hafen von Chaul starteten, hielten die Portugiesen die Schiffe lange für das zurück erwartete Geschwader von de Albuquerque, da sie nicht glauben konnten, dass die Ägypter über große, europäisch geprägte Schiffe verfügten. Bis dahin waren ihnen im Indischen Ozean lediglich Daus, leichte Galeeren und sonstige kleine Schiffe begegnet, die bisher keinerlei Bedrohung dargestellt hatten.
Während der dreitägigen Seeschlacht verloren die Portugiesen ihr Flaggschiff São Miguel. Ebenfalls wurde der Sohn des Vizekönigs und Geschwaderkommandant Lorenzo de Almeida getötet. Dies versetzte der Position der Portugiesen in Indien einen schweren Schlag und zerstörte ihren Nimbus der militärischen Unbesiegbarkeit auf See. Für den portugiesischen Vizekönig war es daher aus persönlichen wie politischen Gründen äußerst wichtig, die Niederlage wett zu machen. Bis zu diesem Zeitpunkt hatten sich die Portugiesen an der Malabarküste viele Feinde geschaffen. Die hatten sich bis dahin schicksalsergeben gefügt, da die Portugiesen bei Widerstand Küstenblockaden durchführten oder die Städte plünderten. Nun aber begehrten viele ihrer Feinde gegen die immer stärker werdende Dominanz der Portugiesen auf und hofften dabei auf die Unterstützung der ägyptischen Flotte.
Doch schon bald sollte sich für die mamelukische Flotte der Sieg von Chaul als ein Pyrrhussieg erweisen. Denn Hussain hatte dort, bei der ersten Seeschlacht gegen die Portugiesen, den Großteil seiner aus Ägypten stammenden Soldaten verloren. Die ägyptischen Soldaten, die aus dem Mittelmeerraum stammten, wussten einerseits mit der eigenen Artillerie umzugehen, andererseits auch die europäischen Breitseiten zu ertragen. Ihr Verlust war für die muslimische Seite nicht zu ersetzen.

## Die Schlacht
Auf portugiesischer Seite waren 18 Schiffe (12 große und 6 kleine) – nach anderen Quellen insgesamt 23 Schiffe – unter dem Kommando von Francisco de Almeida beteiligt:.
- 5 große Naos
- 4 kleinere Naos
- 6 Karavellen
- 3 kleinere Schiffe

Auf ihnen befanden sich 1500 portugiesische Soldaten und 400 Soldaten aus Cochin. Auch der Seefahrer João da Nova nahm an der Schlacht teil.
Auf der muslimischen Seite befanden sich 10 große Schiffe und bis zu 100 kleinere Seefahrzeuge (Daus, Galeeren usw.) aus Diu und Calicut mit etwa 4000–5000 Mann Besatzung:
- 6 große Karacken
- 4 Karacken aus Gujarat
- 6 Galeeren der Mameluken
- 30 kleinere Schiffe aus Diu
- etwa 70 kleinere Schiffe aus Calicut.

Als die mamelukische Flotte auf die Portugiesen stieß, wich diese in den Hafen von Diu aus, auf einer Insel südlich der Küste des indischen Bundesstaates Gujarat, und erwartete – im Schutz der Artillerie der Hafenfestung ankernd – den Angriff. Die Portugiesen beschossen den Gegner mit überlegener Artillerie, später griff auch ihre Marineinfanterie mit ebenfalls überlegenen Handfeuerwaffen ein. Die portugiesischen Schiffe waren robuster, hochseetüchtiger und zumeist größer als die gegnerischen Schiffe. Selbst wenn die kleineren Galeeren und Daus nah genug an die portugiesischen Schiffe herankamen, lagen sie zu tief im Wasser, und ihre Soldaten konnten die portugiesischen Schiffe nicht entern. Zudem profitierten die Portugiesen vom Zwist im muslimischen Lager. Der Gouverneur von Diu Malik Ayaz kannte die militärische Macht der Portugiesen und wollte zwischen den beiden Kriegsparteien lavieren. Einerseits konnte er sich als Herrscher einer muslimischen Stadt nicht offen mit den christlichen Portugiesen verbünden. Andererseits wollte er nicht Krieg gegen sie führen und ihren Zorn erregen. Bereits bei der Seeschlacht von Chaul hatte er erst zum Ende angegriffen und beschränkte die Hilfe für die Ägypter bei der Seeschlacht von Diu auf das Nötigste.

## Folgen
Die mamelukischen Gefangenen wurden auch für die damaligen Zeitgenossen auf besonders grausame Weise umgebracht; damit wollte Almeida den Tod seines Sohnes rächen. Almeida erreichte die Zahlung von 300.000 Gold-Xerafim.
Malik Ayaz unterstellte sich als Vasall dem König von Portugal. Diu selbst blieb aber noch einige Jahre offiziell Teil von Gujarat.
Noch vor der Schlacht, am 6. Dezember 1508, erreichte der neue Gouverneur Afonso de Albuquerque Indien, doch Almeida weigerte sich, sein Amt zu übergeben und hielt seinen Nachfolger bis März 1509 unter Arrest.
Der Sieg leitete die Vorherrschaft und Monopolstellung der Portugiesen im Indischen Ozean für beinahe 100 Jahre ein. Die neuen Handelswege nach Europa gewannen an Wichtigkeit, asiatische Waren (nicht nur Gewürze) kamen unter Ausschaltung des Zwischenhandels nach Europa, und der Aufstieg neuer Handelsstädte wie Lissabon und Antwerpen begann.
Geostrategisch war damit das mamlukische Ägypten als Großmacht ausgeschieden und konnte seine Unabhängigkeit nur noch bis zur Niederlage bei Aleppo und Kairo 1517 erhalten. Dann begann die Osmanenherrschaft in Ägypten.
Die portugiesische Vorherrschaft im Indischen Ozean währte bis zum Aufstieg der Englischen Ostindien-Kompanie zu Beginn des 17. Jahrhunderts und dem Seegefecht vor Suvali 1612.